# Giessenturm

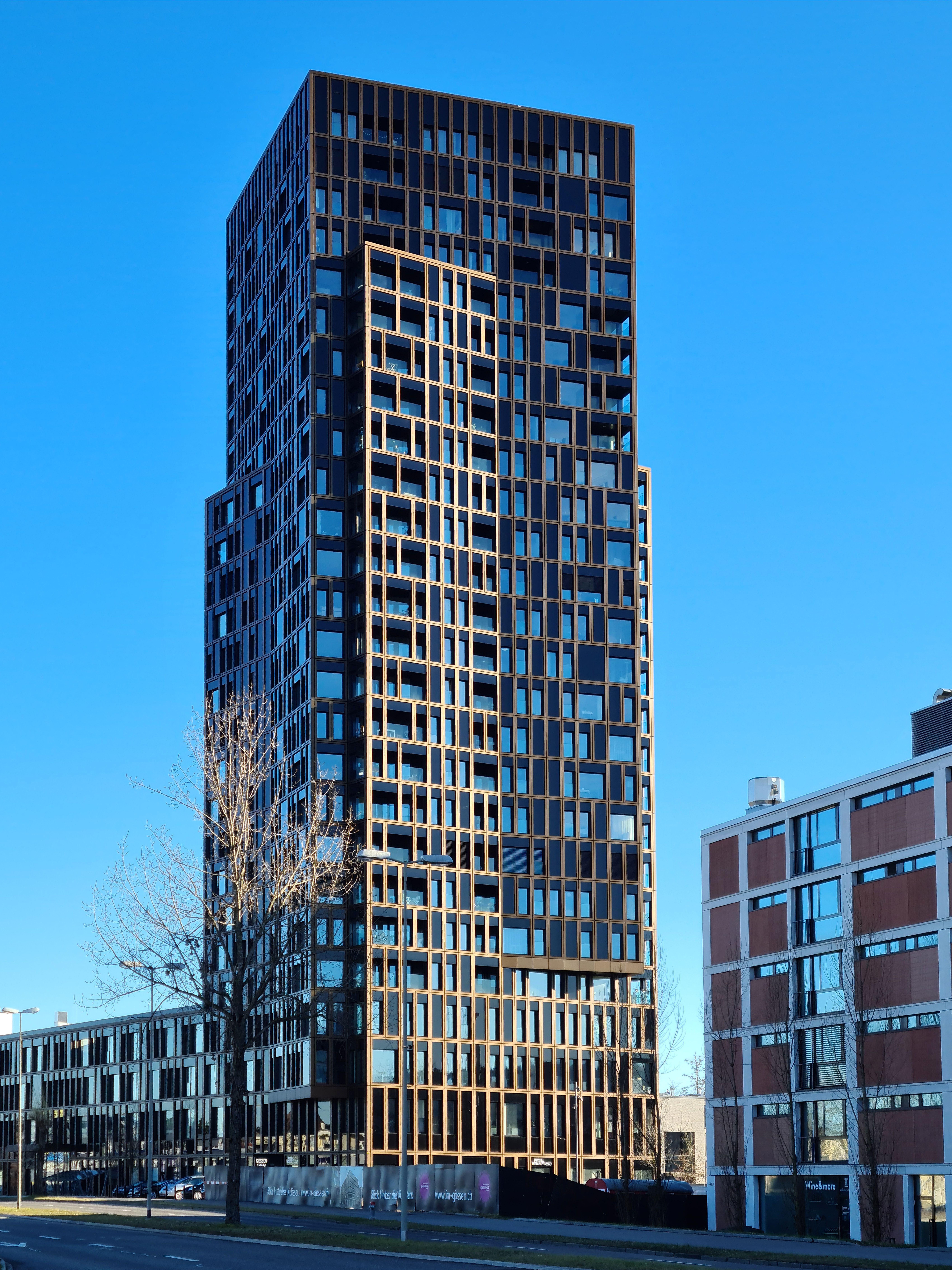
Giessenturm, Sicht von der Überlandstrasse (2022)

Der Giessenturm ist ein 85 Meter hohes Hochhaus mit 25 Stockwerken an der Überlandstrasse in Dübendorf im Schweizer Kanton Zürich. Das Gebäude wurde 2021 bezogen. In der Rangordnung der höchsten Hochhäuser in der Schweiz stand er im Jahr 2022 an 20. Stelle.

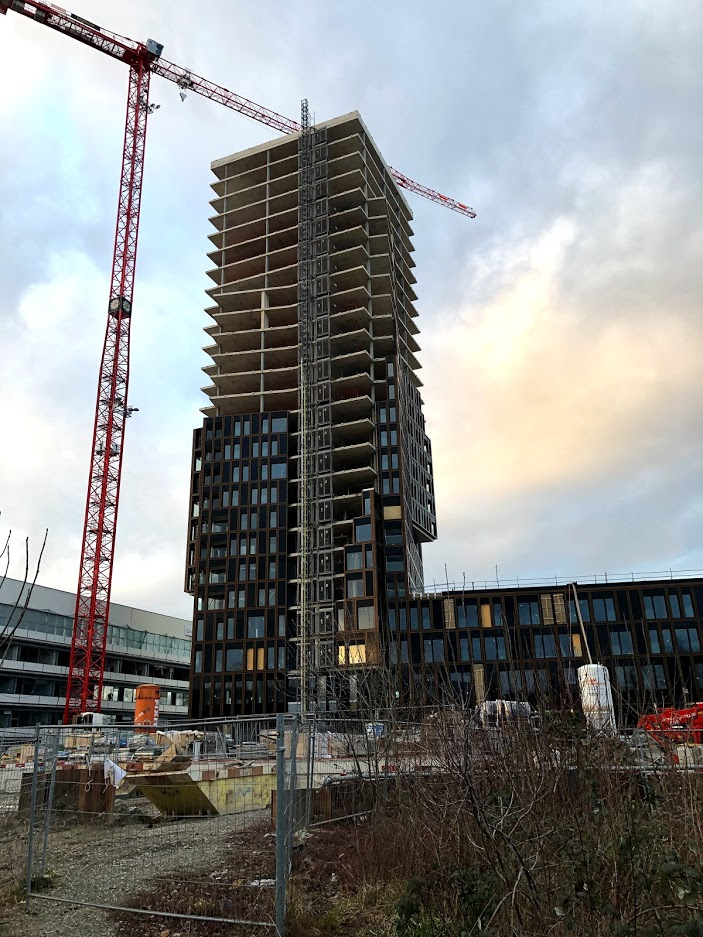
Giessenturm im Bau (Februar 2020)

## Umgebung und Bau
Der Turm steht im Quartier Giessen rechtsufrig an der Glatt, in dessen ehemaligen Gewerbearealen sich ein Teil des Betriebes des Aromenherstellers Givaudan befunden hatte. Als Erster Neubau auf dem Areal wurde am östlichen Ende zwischen Glatt und der Ueberlandstrasse bereits im Jahr 2004 der neue Hauptsitz der SV Group erstellt.
Im Herbst 2014 wurde mit sechs ausgewählten Architekturbüros eine Studie erarbeitet. 2016 begann die Erschliessung des Areals, für Mitte 2017 war der Start für die Bauarbeiten am zweiten Gebäude, dem Giessenturm, geplant. «Im Giessen» wurde in vier Etappen realisiert, zunächst der «Giessenhof», dann der «Giessenturm» als dritte Etappe «am Giessenplatz» und zuletzt das «giessen-lab». Während der Erstellung der Neubauten wurden die ehemaligen Verwaltungs- und Laborgebäude der Givaudan abgerissen.
Der Turm beinhaltet 50 Wohnungen und 80 Seniorenwohnungen. Der Sockelbau beinhaltet Gewerbe- und Restaurationsbetriebe.
Der Sockelbau ist viergeschossig und langgestreckt. Am westlichen Ende aufgesetzt ist der leicht abgedrehte Turm. Charakteristisch für den Bau sind versetzt angeordnete Fassadenelemente.